# Будь что будет
«Будь что будет» (англ. Whatever Works) — фильм режиссёра Вуди Аллена, вышедший на экраны в 2009 году. Премьера ленты в России состоялась 4 марта 2010 года. Главные роли в фильме исполняют Ларри Дэвид и Эван Рэйчел Вуд. Съёмки фильма проходили в Нью-Йорке, тем самым знаменуя возвращение Аллена в этот город после четырёх фильмов, снятых им в Европе.

## Сюжет
Эксцентричный обитатель Нью-Йорка Борис Ельников находит рядом со своим домом наивную хорошенькую, но глуповатую девушку по имени Мелоди, которая приехала покорять Нью-Йорк из провинции. Она напрашивается к нему домой переночевать. Но со временем она понимает что влюблена в Ельникова, их странные отношения затягиваются, и приводят к… свадьбе.

## В ролях
- Ларри Дэвид — Борис Ельников
- Эван Рэйчел Вуд — Мелоди Сент-Энн Селестин
- Патриша Кларксон — Мариэтта, мать Мелоди
- Эд Бегли-младший — Джон, отец Мелоди
- Генри Кэвелл — Рэнди Джеймс
- Кристофер Ивэн Уэлч — Говард Камински
- Джессика Хект — Хелена
- Олек Крупа — Моргенштерн
- Кэролин Маккормик — Джессика
- Конлет Хилл — Лео Брокман
- Адам Брукс — друг Бориса
- Лайл Кэйнаус — друг Бориса
- Майкл Маккин — Джо, друг Бориса

## Критика
Фильм оценили неоднозначно. На агрегаторе рецензий Rotten Tomatoes из 50 % положительных рецензий средний рейтинг составил 5,5, что довольно низко, поэтому фильм, по версии агрегатора, «гнилой». На сайте Metacritic средний балл составил 45.
Влиятельный критик Роджер Эберт оценил фильм на 3 звезды из 4. Мэтью Ошински из The Star-Ledger написал, что фильм был хорошим примером «способности Аллена писать великие роли для женщин», и что это далеко не лучшая его работа, но в нём есть несколько забавных моментов и линий, что «как минимум приятно».